# Atelomycterus marnkalha
Atelomycterus marnkalha е вид пилозъба акула от семейство Scyliorhinidae.

## Разпространение и местообитание
Видът е разпространен в Австралия (Куинсланд).
Среща се на дълбочина от 11 до 74 m.

## Описание
На дължина достигат до 48,4 cm.